# Zonnebeke
Zonnebeke is een Belgische gemeente in het zuidwesten van de  provincie West-Vlaanderen, de streek die gekend is als de Westhoek. De gemeente omvat vijf deelgemeenten: Beselare, Geluveld, Passendale, Zandvoorde en Zonnebeke en telt ruim 12.500 inwoners. De plaatselijke bevolking spreekt van 'Zunnebeke'.

## Geschiedenis
De naam Zonnebeke komt van Sinnebeche. De eerste vermelding van Sinnebeche dateert van rond 1072. Dit staat in een oorkonde van de bisschop Drogo uit Terwaan. Hierin vraagt hij aan Fulpoldus, kastelein van Ieper, om in het reeds bestaande parochiekerkje een kapittel van drie kanunniken te vormen en te onderhouden. Hierdoor ontstond een klooster dat later zou uitgroeien tot de invloedrijke en machtige augustijnenabdij Zonnebeke. Iets verderop vestigde zich een benedictijnse vrouwengemeenschap, de Nonnenbosabdij. De godsdiensttroebelen dreven haar eind 16e eeuw tot een verhuis naar Ieper. De mannenabdij bleef zo'n goede 700 jaar het centrum van cultureel, bestuurlijk werk en economie van het dorpje, tot de Franse Republiek in 1797 alle kerkelijke goederen in beslag nam en verkocht. De paters werden daarna verbannen.
Rond Zonnebeke hadden tijdens de Eerste Wereldoorlog heel wat gevechten plaats. In de deelgemeente Passendale bevindt zich het Tyne Cot Cemetery, de grootste Britse militaire begraafplaats ter wereld. In 2017 werd de Zonnebeke Church Dugout voor korte tijd voor het publiek opengesteld, een ondergrondse schuilplaats voor Britse soldaten onder de toenmalige kerk van Zonnebeke.
Na de Eerste Wereldoorlog kwamen de gevluchte inwoners terug. Het was onzeker of Zonnebeke zou worden heropgebouwd, maar met de steun van de Belgische overheid werden de werken aangevat. Architect Huib Hoste had er een groot aandeel in, al botste zijn modernisme op te veel weerstand om al zijn plannen te kunnen verwezenlijken. Hij realiseerde uiteindelijk de Onze-Lieve-Vrouwekerk, de toenmalige gemeenteschool, de pastorij en een huizenrij in de Roeselarestraat. Architect Antoon Dujardijn uit Brugge tekende het gemeentehuis, dat een heleboel vernieuwingen heeft meegemaakt, waaronder aanpassingen in 1975 en 1994 en de toevoeging van een inkom met onthaal in 2011.

## Toponymie
Zonnebeke of Sinnebeche is een duale taalkundige topologische naam voor een waterstroom.
- Sinne: oud Germaans of Gallisch als sania voor een waterstroom zoals in Zenne, Seine, Senne, Sinne, Zuun
- Beke of beche: modern Nederlands en Germaans als beek.

## Kernen
Naast Zonnebeke bestaat de gemeente nog uit de deelgemeenten Beselare, Geluveld, Zandvoorde en Passendale. Verder liggen in de gemeente nog een aantal gehuchtjes verspreid, zoals Molenaarelst, Broodseinde en Frezenberg.
| # | Naam            | Opp. (km²) | Inwoners (2020) | Inwoners per km² | NIS-code |
| - | --------------- | ---------- | --------------- | ---------------- | -------- |
| 1 | Zonnebeke (I)   | 16,57      | 4.646           | 280              | 33037A   |
| 2 | Passendale (IV) | 22,51      | 3.088           | 137              | 33037B   |
| 3 | Beselare (II)   | 14,40      | 2.659           | 185              | 33037C   |
| 4 | Geluveld (III)  | 7,88       | 1.631           | 207              | 33037D   |
| 5 | Zandvoorde (V)  | 6,74       | 474             | 70               | 33037E   |

De gemeente Zonnebeke grenst aan een groot aantal dorpen en gemeenten:
| - a. Moorslede (gemeente Moorslede) en het dorpje Slypskapelle - b. Dadizele (gemeente Moorslede) - c. Geluwe (stad Wervik) - d. Wervik (stad Wervik) en het dorpje Kruiseke - e. Komen (stad Komen-Waasten) en het dorpje Ten Brielen - f. Houthem (stad Komen-Waasten) - g. Hollebeke (stad Ieper) |

| - h. Zillebeke (stad Ieper) - i. Ieper (stad Ieper) - j. Langemark (gemeente Langemark-Poelkapelle) - k. Poelkapelle (gemeente Langemark-Poelkapelle) - l. Westrozebeke (gemeente Staden) - m. Oostnieuwkerke (gemeente Staden) - n. Roeselare (stad Roeselare) |

### Kaart

Zonnebeke, deelgemeenten en buurgemeenten. De gele gebieden zijn bebouwde kernen.

## Bezienswaardigheden
- De Onze-Lieve-Vrouwekerk werd gebouwd na de vernielingen van het dorpscentrum en de vorige kerk in de Eerste Wereldoorlog. Ze werd gebouwd tussen 1921 en 1924 naar een ontwerp van Huib Hoste, en wordt beschouwd als de eerste moderne kerk in België. De kerk, de pastorie en zijn omgeving zijn beschermd.
- Het gemeentehuis dateert uit 1925.
- Het Kasteel van Zonnebeke was in de 18de eeuw de vroegere abtswoning van de verdwenen Augustijnenabdij, maar werd vernield tijdens de oorlog. Een volledig nieuw gebouw werd in 1924 opgetrokken op het kasteeldomein. Het huisvest nu het Memorial Museum Passchendaele 1917.
- Zonnebeke en zijn deelgemeenten tellen tientallen oorlogsmonumenten en militaire kerkhoven, zoals:
  - Een gedenkzuil met bovenaan aan elke zijde een bronzen "7" herinnert aan de 7th Royal Artillery Division. De zuil werd in 1924 opgericht.
  - Het Buttes New British Cemetery en aansluitend Polygon Wood Cemetery zijn twee Britse militaire begraafplaatsen. Op beide begraafplaatsen samen liggen ruim 2200 gesneuvelden begraven. Op een heuvel op de begraafplaats staat ook het Fifth Australian Division Memorial voor de gesneuvelde soldaten van deze divisie.

## Galerij

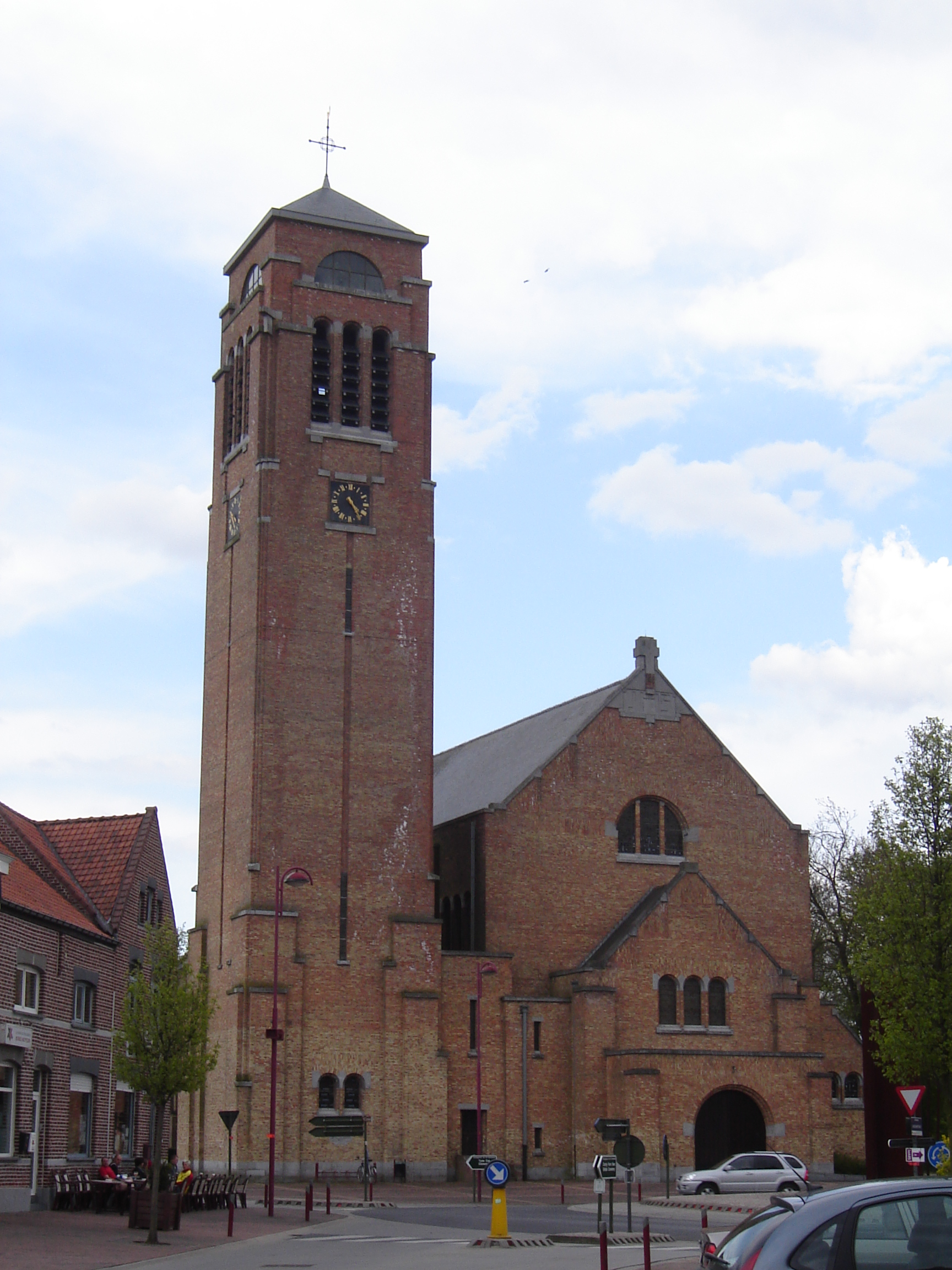
Onze-Lieve-Vrouwekerk
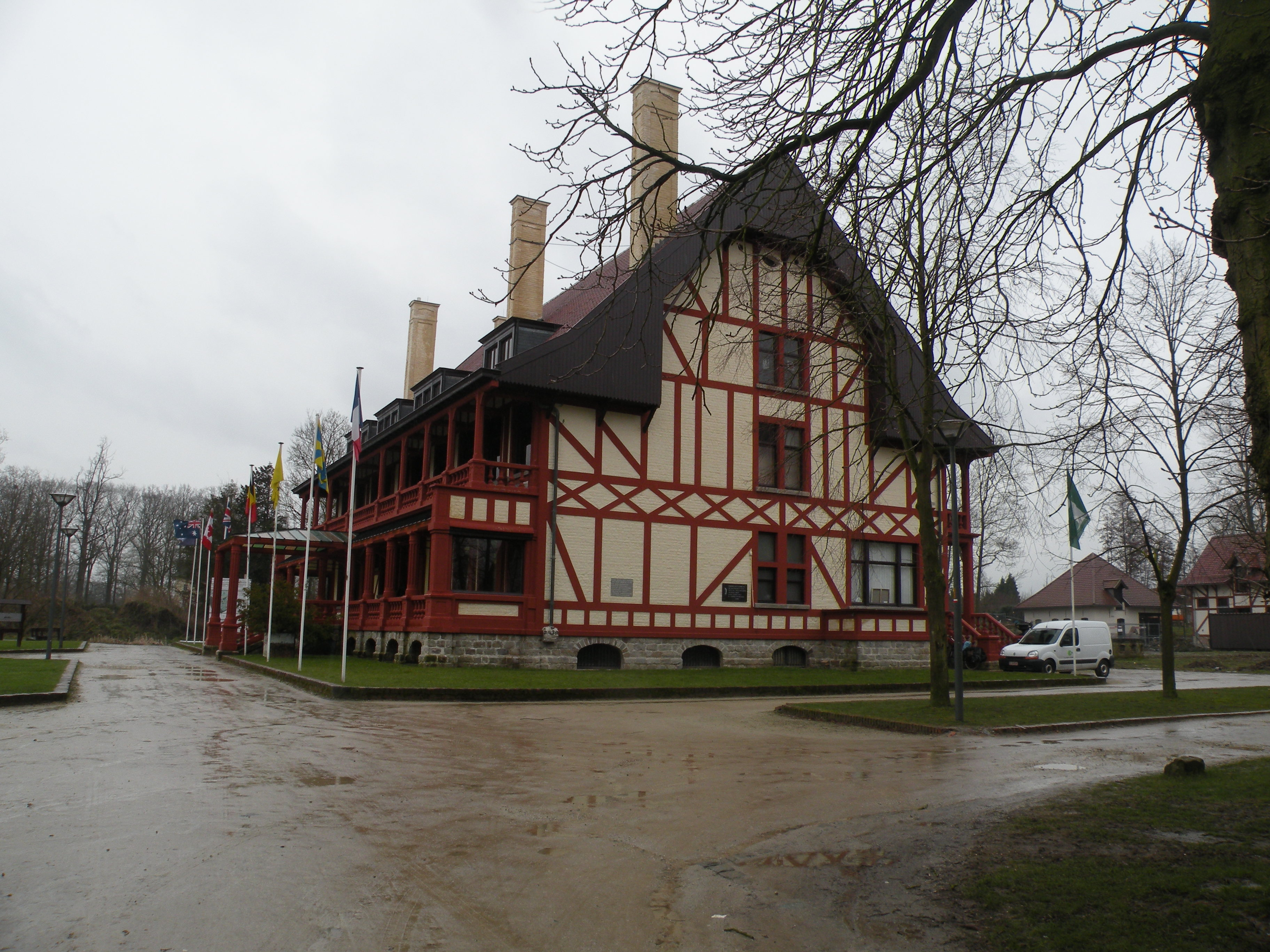
Het Memorial Museum Passchendaele 1917
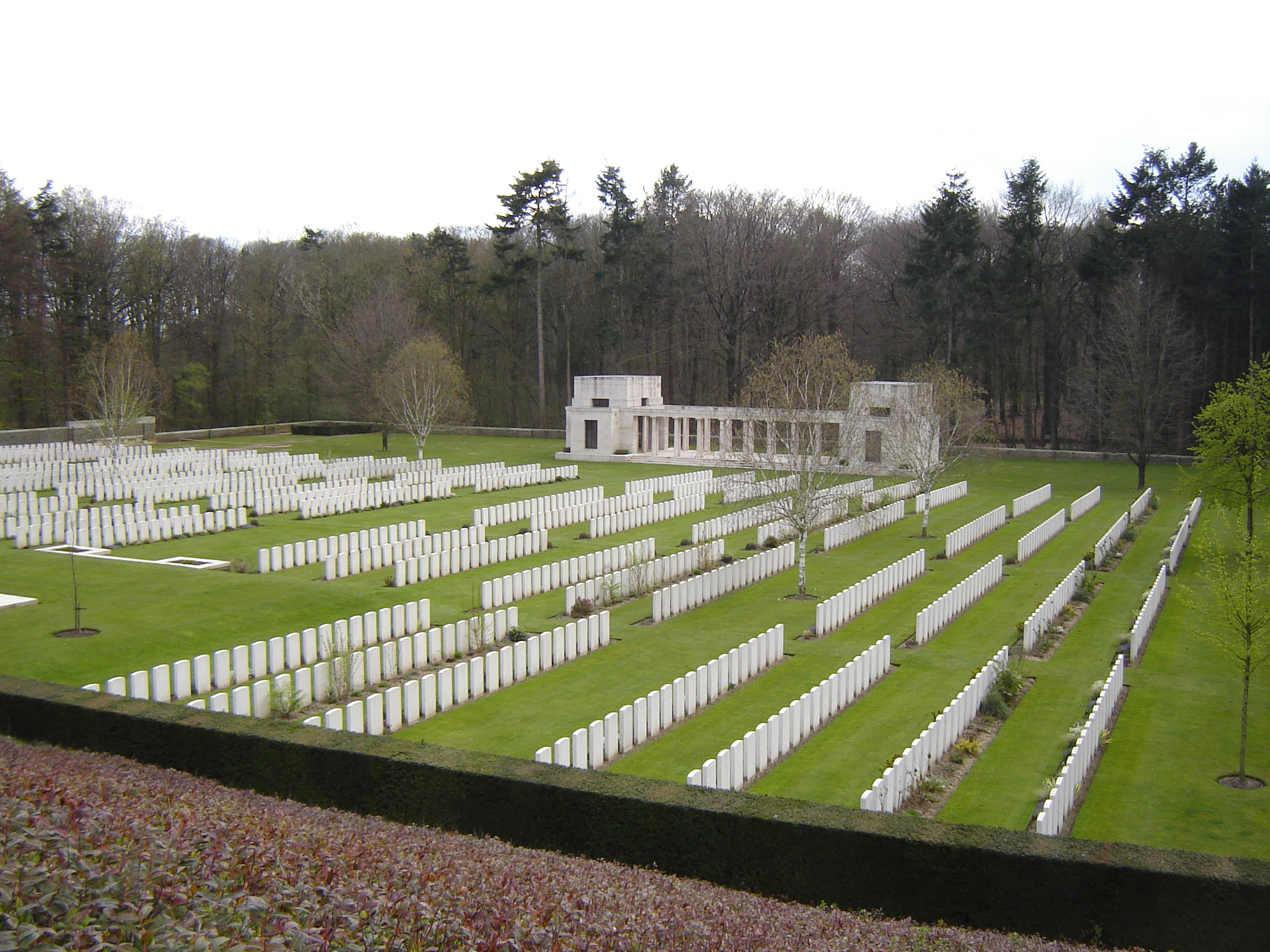
Buttes New British Cemetery
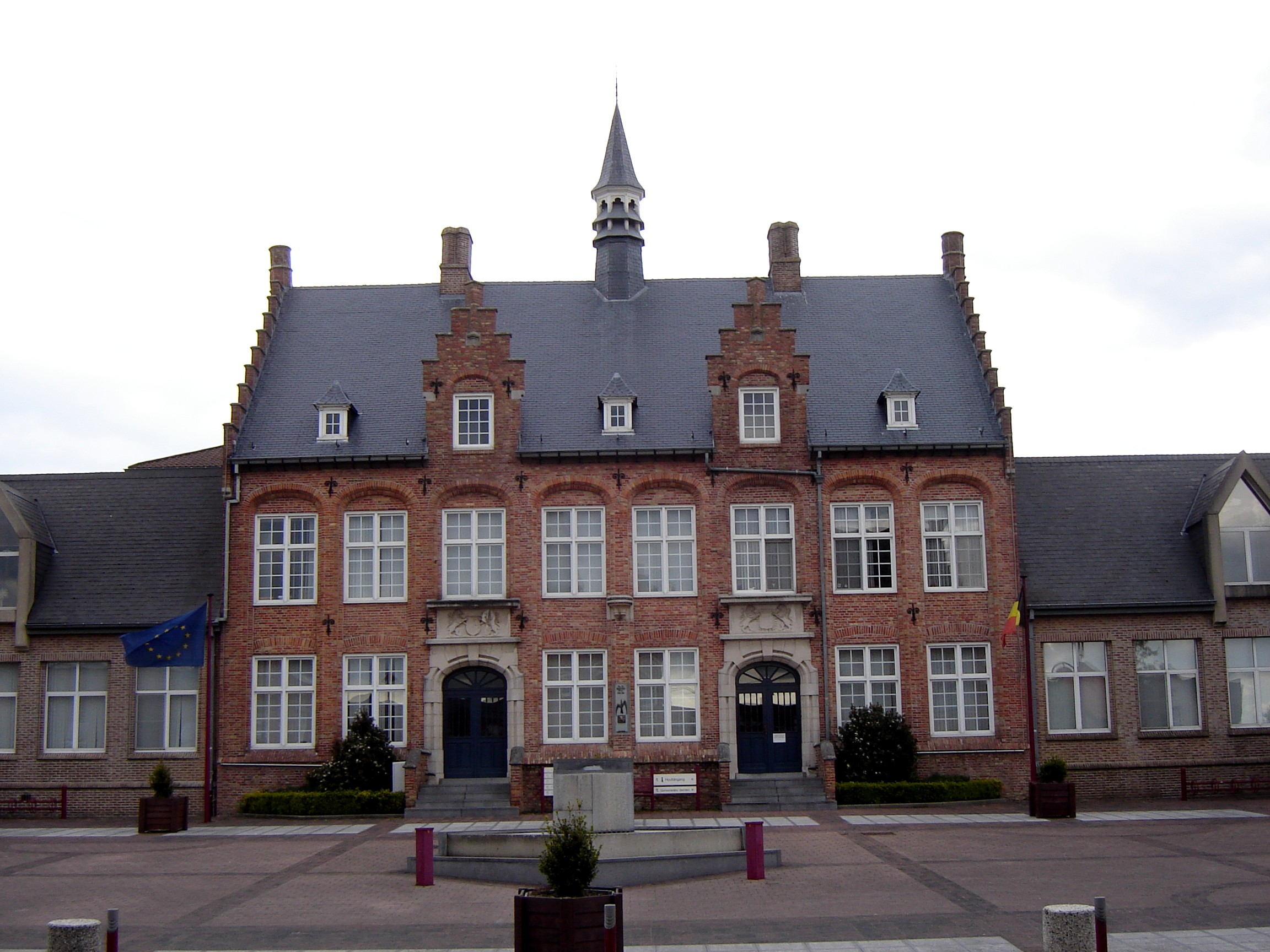
Gemeentehuis

## Natuur en landschap
Zonnebeke ligt in Zandlemig Vlaanderen op een hoogte van 45 meter. De hoogte in de omgeving varieert van 20 tot 62 meter door de aanwezigheid van de Midden-West-Vlaamse Heuvelrug. De bossen en natuurgebieden van belang zijn het Polygoonbos in het zuiden, en het kasteeldomein, nu een openbaar park, in de kom. De Zonnebeek stroomt langs het dorp en het kasteeldomein.

## Demografische ontwikkeling

### Demografische evolutie voor de fusie
- Bronnen:NIS, Opm:1831 tot en met 1970=volkstellingen

### Demografische evolutie van de fusiegemeente
Alle historische gegevens hebben betrekking op de huidige gemeente, inclusief deelgemeenten, zoals ontstaan na de fusie van 1 januari 1977.
- Bronnen: NIS, Opm:1831 tot en met 1981=volkstellingen; 1990 en later= inwonertal op 1 januari

| Inwoners van jaar tot jaar op 1 januari 1992 tot heden | Inwoners van jaar tot jaar op 1 januari 1992 tot heden | Inwoners van jaar tot jaar op 1 januari 1992 tot heden |
| jaar                                                   | Aantal                                                 | Evolutie: 1992=index 100                               |
| ------------------------------------------------------ | ------------------------------------------------------ | ------------------------------------------------------ |
| 1992                                                   | 11.030                                                 | 100,0                                                  |
| 1993                                                   | 11.083                                                 | 100,5                                                  |
| 1994                                                   | 11.133                                                 | 100,9                                                  |
| 1995                                                   | 11.219                                                 | 101,7                                                  |
| 1996                                                   | 11.350                                                 | 102,9                                                  |
| 1997                                                   | 11.382                                                 | 103,2                                                  |
| 1998                                                   | 11.415                                                 | 103,5                                                  |
| 1999                                                   | 11.475                                                 | 104,0                                                  |
| 2000                                                   | 11.545                                                 | 104,7                                                  |
| 2001                                                   | 11.581                                                 | 105,0                                                  |
| 2002                                                   | 11.562                                                 | 104,8                                                  |
| 2003                                                   | 11.570                                                 | 104,9                                                  |
| 2004                                                   | 11.513                                                 | 104,4                                                  |
| 2005                                                   | 11.620                                                 | 105,3                                                  |
| 2006                                                   | 11.758                                                 | 106,6                                                  |
| 2007                                                   | 11.908                                                 | 108,0                                                  |
| 2008                                                   | 12.093                                                 | 109,6                                                  |
| 2009                                                   | 12.179                                                 | 110,4                                                  |
| 2010                                                   | 12.192                                                 | 110,5                                                  |
| 2011                                                   | 12.307                                                 | 111,6                                                  |
| 2012                                                   | 12.380                                                 | 112,2                                                  |
| 2013                                                   | 12.365                                                 | 112,1                                                  |
| 2014                                                   | 12.379                                                 | 112,2                                                  |
| 2015                                                   | 12.396                                                 | 112,4                                                  |
| 2016                                                   | 12.417                                                 | 112,6                                                  |
| 2017                                                   | 12.355                                                 | 112,0                                                  |
| 2018                                                   | 12.445                                                 | 112,8                                                  |
| 2019                                                   | 12.481                                                 | 113,7                                                  |
| 2020                                                   | 12.498                                                 | 113,3                                                  |
| 2021                                                   | 12.511                                                 | 113,4                                                  |
| 2022                                                   | 12.556                                                 | 113,8                                                  |
| 2023                                                   | 12.658                                                 | 114,8                                                  |
| 2024                                                   | 12.705                                                 | 115,2                                                  |
| 2025                                                   | 12.769                                                 | 115,8                                                  |

## Politiek

### Structuur
| Zonnebeke        | Zonnebeke        | Supranationaal         | Nationaal                         | Nationaal                         | Gemeenschap               | Gewest                    | Provincie                 | Arrondissement  | Provinciedistrict | Kanton          | Gemeente        |
| ---------------- | ---------------- | ---------------------- | --------------------------------- | --------------------------------- | ------------------------- | ------------------------- | ------------------------- | --------------- | ----------------- | --------------- | --------------- |
| Administratief   | Niveau           | Europese Unie          | België                            | België                            | Vlaanderen                | Vlaanderen                | West-Vlaanderen           | Ieper           | Ieper             | Ieper           | Zonnebeke       |
| Administratief   | Bestuur          | Europese Commissie     | Belgische regering                | Belgische regering                | Vlaamse regering          | Vlaamse regering          | Deputatie                 | Deputatie       | Deputatie         | Deputatie       | Gemeentebestuur |
| Administratief   | Raad             | Europees Parlement     | Kamer van volksvertegenwoordigers | Kamer van volksvertegenwoordigers | Vlaams Parlement          | Vlaams Parlement          | Provincieraad             | Provincieraad   | Provincieraad     | Provincieraad   | Gemeenteraad    |
| Kiesomschrijving | Kiesomschrijving | Nederlands Kiescollege | Kieskring West-Vlaanderen         | Kieskring West-Vlaanderen         | Kieskring West-Vlaanderen | Kieskring West-Vlaanderen | Kieskring West-Vlaanderen | Kortrijk-Ieper  | Ieper             | Zonnebeke       | Zonnebeke       |
| Verkiezing       | Verkiezing       | Europese               | Federale                          | Federale                          | Vlaamse                   | Vlaamse                   | Provincieraads-           | Provincieraads- | Provincieraads-   | Provincieraads- | Gemeenteraads-  |

### Burgemeesters
- 1921-1931: Emiel Priem
- 1948-1958: Antoon Van Walleghem
- 1958-1982: Paul Priem
- 1983-2003: Maurice Bourgois
- 2003-2014: Dirk Cardoen
- 2015-2022: Dirk Sioen
- 2023-2024: Ingrid Vandepitte
- 2024-heden: Koen Meersseman

### Resultaten gemeenteraadsverkiezingen sinds 1976
| Partij               | Partij                                      | 10-10-1976 | 10-10-1976 | 10-10-1982 | 10-10-1982 | 9-10-1988 | 9-10-1988 | 9-10-1994 | 9-10-1994 | 8-10-2000 | 8-10-2000 | 8-10-2006 | 8-10-2006 | 14-10-2012 | 14-10-2012 | 14-10-2018 | 14-10-2018 | 13-10-2024 | 13-10-2024 |
| Stemmen / Zetels     | Stemmen / Zetels                            | %          | 21         | %          | 21         | %         | 21        | %         | 21        | %         | 21        | %         | 21        | %          | 23         | %          | 23         | %          | 23         |
| -------------------- | ------------------------------------------- | ---------- | ---------- | ---------- | ---------- | --------- | --------- | --------- | --------- | --------- | --------- | --------- | --------- | ---------- | ---------- | ---------- | ---------- | ---------- | ---------- |
|                      | Agalev                                      | -          |            | -          |            | 3,62      | 0         | 4,68      | 0         | -         |           | -         |           | -          |            | -          |            | -          |            |
|                      | SP1/ sp.a2/ InSamenspraak3/ Voor Zonnebeke4 | 17,551     | 3          | 26,971     | 6          | 30,391    | 7         | 28,891    | 7         | 26,81     | 6         | 26,542    | 6         | 24,612     | 5          | 23,93      | 5          | 17,94      | 4          |
|                      | CVP1/ KVP2/ CD&V4/ Team8980B                | 54,011     | 13         | 32,452     | 7          | 39,791    | 9         | 40,081    | 10        | 33,41     | 8         | 28,954    | 6         | 28,194     | 6          | 53,7B      | 14         | 58,9B      | 15         |
| ACW3                 | 16,753                                      | 54,011     | 13         | 3          |            | 39,791    | 9         | 40,081    | 10        | 33,41     | 8         | 28,954    | 6         | 28,194     | 6          | 53,7B      | 14         | 58,9B      | 15         |
|                      | PVV1/ VLD2/ InspraakA/ Team8980B            | -          |            | -          |            | 4,471     | 0         | 5,952     | 0         | 5,022     | 0         | 34,84A    | 8         | 47,2A      | 12         | 53,7B      | 14         | 58,9B      | 15         |
|                      | VU1/ Inspraak822/ InspraakA/ N-VA3          | 12,811     | 2          | 23,842     | 5          | 21,741    | 5         | 20,4A     | 4         | 29,78A    | 7         | 34,84A    | 8         | 47,2A      | 12         | 14,93      | 3          | 12,63      | 2          |
|                      | Vlaams Blok1/ Vlaams Belang2                | -          |            | -          |            | -         |           | -         |           | 51        | 0         | 9,672     | 1         | -          |            | -          |            | 10,62      | 2          |
|                      | Lijst Passendale                            | -          |            | -          |            | -         |           | -         |           | -         |           | -         |           | -          |            | 7,4        | 1          | -          |            |
|                      | AVB                                         | 15,63      | 3          | -          |            | -         |           | -         |           | -         |           | -         |           | -          |            | -          |            | -          |            |
| Totaal stemmen       | Totaal stemmen                              | 7937       | 7937       | 7980       | 7980       | 8096      | 8096      | 8213      | 8213      | 8419      | 8419      | 8849      | 8849      | 9093       | 9093       | 9256       | 9256       | 6650       | 6650       |
| Opkomst %            | Opkomst %                                   |            |            |            |            | 96,61     | 96,61     | 95,52     | 95,52     | 94,71     | 94,71     | 96,31     | 96,31     | 95,12      | 95,12      | 95,4       | 95,4       | 67,2       | 67,2       |
| Blanco en ongeldig % | Blanco en ongeldig %                        | 2,85       | 2,85       | 4          | 4          | 3,79      | 3,79      | 4,03      | 4,03      | 4,88      | 4,88      | 4,37      | 4,37      | 6,06       | 6,06       | 5,9        | 5,9        | 1,4        | 1,4        |

De rode cijfers naast de gegevens duiden aan onder welke naam de partijen telkens bij een verkiezing opkwamen.

De zetels van de gevormde meerderheid staan vetjes afgedrukt

## Sport
Voetbalclub SC Zonnebeke is aangesloten bij de KBVB maar speelt al heel zijn bestaan in de provinciale reeksen.

## Partnersteden
- Landau an der Isar (Duitsland)

## Nabijgelegen kernen
Passendale, Moorslede, Beselare, Sint-Juliaan, Sint-Jan, Ieper

## Geboren in Zonnebeke
- Moeder Ida (1876), kloosterzuster
- Jan Theuninck (1954), dichter en kunstschilder
- Mario Vandenbogaerde (1973), darter
- Bieke Vandenbussche (1996), voetbalster